# La chica desconocida
La chica desconocida (en francés: La fille inconnue), es el título de una película franco-belga dirigida por los hermanos Dardenne y protagonizada por Adèle Haenel, quien interpreta a una joven doctora que se ve afectada por un incidente inesperado.
La película fue seleccionada para competir por la Palma de oro en el Festival de Cannes. También fue seleccionada por los miembros de la Academia francesa para obtener una nominación en los Premios César, como mejor película extranjera, representando a Bélgica.

## Sinopsis
Una noche, después del cierre de su consultorio, Jenny, una joven doctora, oye el timbre de la puerta, pero decide no abrir. Al día siguiente se entera por la policía de que han encontrado, no lejos de allí, a una joven muerta, sin identidad.

## Reparto
- Adèle Haenel como Jenny Davin.
- Olivier Bonnaud como Julien.
- Jérémie Renier como el padre de Bryan.
- Louka Minnella como Bryan.
- Christelle Cornil como la madre de Bryan.
- Nadège Ouedraogo como mujer en el cibercafé.
- Olivier Gourmet como el hijo de Lambert.
- Pierre Sumkay como Monsieur Lambert.
- Yves Larec como Doctor Habran.
- Ben Hamidou como Inspector Ben Mahmoud.
- Laurent Caron como Inspector Bercaro.
- Fabrizio Rongione como Doctor Riga.
- Jean-Michel Balthazar como el paciente diabético.
- Thomas Doret como Lucas.
- Marc Zinga como Pimp.

## Reconocimiento
- 2016: Premios César: Nominada a Mejor película extranjera
- 2016: Festival de Cannes: Sección oficial largometrajes a concurso